# Artabotrys robustus
Artabotrys robustus är en kirimojaväxtart som beskrevs av Jean Laurent Prosper Louis och Raymond Boutique. Artabotrys robustus ingår i släktet Artabotrys och familjen kirimojaväxter. Inga underarter finns listade i Catalogue of Life.